# Giovanni Fidanza
Pour les articles homonymes, voir Fidanza.
 (décembre 2020).
Si vous disposez d'ouvrages ou d'articles de référence ou si vous connaissez des sites web de qualité traitant du thème abordé ici, merci de compléter l'article en donnant les références utiles à sa vérifiabilité et en les liant à la section « Notes et références ».
Giovanni Fidanza, né le 27 septembre 1965 à Bergame, est un coureur cycliste et dirigeant d'équipe cycliste italien.

## Biographie
Coureur professionnel de 1989 à 1997, Giovanni Fidanza remporte une dizaine de victoires au cours de sa carrière, dont une étape du Tour de France 1989 et une étape du Tour d'Italie 1990. Il a également remporté le classement par points du Tour d'Italie 1989. Il est ensuite devenu directeur sportif au sein des équipes Polti, Alexia Alluminio, Index-Alexia Alluminio, Telekom, T-Mobile, Astana et LPR Brakes. En 2010, il est manager de l'équipe De Rosa-Stac Plastic.
Ses deux filles Arianna et Martina sont à leur tour coureuses cyclistes professionnelles. Il est leur directeur sportif lors de la saison 2019, au sein de l'équipe Eurotarget-Bianchi-Vitasana.

## Palmarès

### Palmarès amateur
- 1984
  - Circuito Città di Avellino
  - 2e du Trophée Luigi Masseroni
- 1986
  - 2e du Circuito del Porto-Trofeo Arvedi
  - 3e de la Coppa San Geo
- 1987
  - Giro delle Tre Provincie
  - 2e du Gran Premio Delfo
  - 2e de La Popolarissima
  - 3e du Trofeo Papà Cervi
- 1988
  - Coppa San Geo
  - 13e étape de la Course de la Paix

### Palmarès professionnel
- 1989
  - 3e et 4e étapes du Tour des Amériques
  -  Classement par points du Tour d'Italie
  - 20e étape du Tour de France
- 1990
  - 2e étape du Tour d'Italie
  - 2e du Trofeo Laigueglia
- 1993
  - 3e étape de Tirreno-Adriatico
  - 5e étape du Tour de Romandie
- 1994
  - Continentale Classic
  - 7e de Paris-Tours
- 1995
  - 4ea étape du Tour de Romandie
  - 2e de la Classic Haribo
  - 2e du Grand Prix d'Europe (avec Gianvito Martinelli)
  - 3e du Grand Prix de l'Escaut
- 1997
  - 3e du Grand Prix d'Europe (avec Gianluca Bortolami)

### Résultats sur les grands tours

#### Tour de France
6 participations
- 1989 : 127e, vainqueur de la 20e étape
- 1990 : 147e
- 1992 : 103e
- 1993 : 125e
- 1994 : 110e
- 1995 : 108e

#### Tour d'Italie
6 participations
- 1989 : 110e,  vainqueur du classement par points
- 1990 : 133e, vainqueur de la 2e étape
- 1991 : 110e
- 1992 : 118e
- 1994 : 74e
- 1995 : 94e

#### Tour d'Espagne
1 participation
- 1991 : 116e